# Miroslav Červinka
Miroslav Červinka (18. října 1914 Boreč – 12. ledna 1943 Biskajský záliv) byl český pilot 311. československé bombardovací perutě a oběť druhé světové války.

## Život

### Před druhou světovou válkou
Miroslav Červinka se narodil 18. října 1914 v Borči na Mladoboleslavsku. Vychodil obecnou a měšťanskou školu a absolvoval dva roky učiliště. Pracoval nejprve jako strojní zámečník a poté jako radiomechanik v pražské pobočce firmy Philips. Prezenční vojenskou službu nastoupil v roce 1935 u leteckého pluku v Praze. Mezi červnem 1936 a dubnem 1937 prodělal Masarykovu pilotní školu a stal se armádním letcem.

### Druhá světová válka
Po německé okupaci v březnu 1939 a rozpuštění Československé armády byl Miroslav Červinka přeřazen k Vládnímu vojsku. Dne 5. května 1939 byl z armády s dosaženou hodností četaře propuštěn definitivně. Ilegálně opustil Protektorát Čechy a Morava a přes Polsko se přesunul do Francie, kde 9. června téhož roku vstoupil do czinecké legie. Po vypuknutí druhé světové války byl z jejího svazku propuštěn a přeřazen k letecké skupině Československé armády v zahraničí. Prezentován byl 2. října 1939. Pobýval v Chartres. Po pádu Francie v červnu 1940 se z Bordeaux s transportem československých letců evakuoval se do Spojeného království. Zde byl 24. červnece 1940 přijat do Royal Air Force a zařazen k 311. československé bombardovací peruti. Po patřičném výcviku absolvoval první operační let 22. dubna 1942, jehož úkolem bylo bombardování přístavu Le Havre. Se svou posádkou poté absolvoval dalších čtyřicet operačních letů. Dne 12. ledna 1943 vystartoval jeho stroj Vickers Wellington Mk.Ic DV799 KX-Z k hlídkovému protiponorkovému letu na Biskajský záliv, během kterého byl v 16.35 hodin sestřelen německým stíhacím letounem Focke-Wulf Fw 190 řízeném Leopoldem Groissem. Těla posádky moře nevyplavilo. Dosáhl hodnosti rotmistra.

## Ocenění

### Vyznamenání
- 1942 Československá medaile Za chrabrost před nepřítelem

### Posmrtná cenění
- V roce 1991 byl Miroslav Červinka in memoriam povýšen do hodnosti podplukovníka
- V rodné Borči byla Miroslavu Červinkovi v roce 1995 odhalena pamětní deska